# Pyhäsaari (ö i Mellersta Finland)
Pyhäsaari är en ö i Leppävesi i Finland. Den ligger i sjön Leppävesi och i kommunen Jyväskylä i den ekonomiska regionen  Jyväskylä  och landskapet Mellersta Finland, i den södra delen av landet, 240 km norr om huvudstaden Helsingfors. Öns area är 75,3 hektar och dess största längd är 1,9 kilometer i nord-sydlig riktning.  I norra delen av ön finns ett forntida gravröse.